# Anterioritás
Az anterioritás mint  szabadalmi jogi fogalom, az újdonságkutatás során feltárásra került  olyan – szabadalmi vagy nem szabadalmi – dokumentumot jelent, amely a vizsgált bejelentés elsőbbségi időpontját megelőzően került nyilvánosságra. Minthogy a szabadalmazható találmány egyik feltétele az újdonság, az anterioritást a dokumentum formájától függően nevezik újdonságrontó adatnak stb. 